# Lygosoma singha
Lygosoma singha — вид сцинкоподібних ящірок родини сцинкових (Scincidae). Ендемік Шрі-Ланки.

## Поширення і екологія
Lygosoma singha мешкають на північному сході Шрі-Ланки. Вони живуть в тропічних лісах, серед опалого листя і ґрунту.